# Вилуди (Вармінсько-Мазурське воєводство)
Вилуди (пол. Wyłudy, нім. Willudden) — село в Польщі, у гміні Позездже Венґожевського повіту Вармінсько-Мазурського воєводства.
Населення — 136 осіб (2011).
У 1975-1998 роках село належало до Сувальського воєводства.

## Демографія
Демографічна структура станом на 31 березня 2011 року:
|          | Загалом | Допрацездатний вік | Працездатний вік | Постпрацездатний вік |
| -------- | ------- | ------------------ | ---------------- | -------------------- |
| Чоловіки | 72      | 13                 | 49               | 10                   |
| Жінки    | 64      | 12                 | 35               | 17                   |
| Разом    | 136     | 25                 | 84               | 27                   |